# ATP de Metz
O ATP de Metz (também conhecido como Moselle Open, para fins de patrocínio) é um torneio profissional de tênis masculino disputado em piso duro coberto na cidade de Metz, na França. O evento é organizado pela ATP, na categoria ATP 250.

## Finais

### Simples
| Ano                                                         | Campeão            | Vice-campeão          | Resultado       |
| ----------------------------------------------------------- | ------------------ | --------------------- | --------------- |
| 2024                                                        | Benjamin Bonzi     | Cameron Norrie        | 7–66, 6–4       |
| 2023                                                        | Ugo Humbert        | Alexander Shevchenko  | 6–3, 6–3        |
| 2022                                                        | Lorenzo Sonego     | Alexander Bublik      | 7–63, 6–2       |
| 2021                                                        | Hubert Hurkacz     | Pablo Carreño Busta   | 7–62, 6–3       |
| Torneio não realizado em 2020 devido à pandemia de COVID-19 |                    |                       |                 |
| 2019                                                        | Jo-Wilfried Tsonga | Aljaž Bedene          | 46–7, 7–64, 6–3 |
| 2018                                                        | Gilles Simon       | Matthias Bachinger    | 7–62, 6–1       |
| 2017                                                        | Peter Gojowczyk    | Benoît Paire          | 7–5, 6–2        |
| 2016                                                        | Lucas Pouille      | Dominic Thiem         | 7–65, 6–2       |
| 2015                                                        | Jo-Wilfried Tsonga | Gilles Simon          | 7–65, 1–6, 6–2  |
| 2014                                                        | David Goffin       | João Sousa            | 6–4, 6–3        |
| 2013                                                        | Gilles Simon       | Jo-Wilfried Tsonga    | 6–4, 6–3        |
| 2012                                                        | Jo-Wilfried Tsonga | Andreas Seppi         | 6–1, 6–2        |
| 2011                                                        | Jo-Wilfried Tsonga | Ivan Ljubičić         | 6–3, 46–7, 6–3  |
| 2010                                                        | Gilles Simon       | Mischa Zverev         | 6–3, 6–2        |
| 2009                                                        | Gaël Monfils       | Philipp Kohlschreiber | 7–61, 3–6, 6–2  |
| 2008                                                        | Dmitry Tursunov    | Paul-Henri Mathieu    | 7–66, 1–6, 6–4  |
| 2007                                                        | Tommy Robredo      | Andy Murray           | 0–6, 6–2, 6–3   |
| 2006                                                        | Novak Djokovic     | Jürgen Melzer         | 4–6, 6–3, 6–2   |
| 2005                                                        | Ivan Ljubičić      | Gaël Monfils          | 7–67, 6–0       |
| 2004                                                        | Jérôme Haehnel     | Richard Gasquet       | 7–69, 6–4       |
| 2003                                                        | Arnaud Clément     | Fernando González     | 6–3, 1–6, 6–3   |

### Duplas
| Ano                                                         | Campeões                                | Vice-campeões                         | Resultado         |
| ----------------------------------------------------------- | --------------------------------------- | ------------------------------------- | ----------------- |
| 2024                                                        | Sander Arends Luke Johnson              | Pierre-Hugues Herbert Albano Olivetti | 6–4, 3–6, [10–3]  |
| 2023                                                        | Hugo Nys Jan Zieliński                  | Constantin Frantzen Hendrik Jebens    | 6–4, 6–4          |
| 2022                                                        | Hugo Nys Jan Zieliński                  | Lloyd Glasspool Harri Heliövaara      | 7–65, 6–4         |
| 2021                                                        | Hubert Hurkacz Jan Zieliński            | Hugo Nys Arthur Rinderknech           | 7–5, 6–3          |
| Torneio não realizado em 2020 devido à pandemia de COVID-19 |                                         |                                       |                   |
| 2019                                                        | Robert Lindstedt Jan-Lennard Struff     | Nicolas Mahut Édouard Roger-Vasselin  | 2–6, 7–61, [10–4] |
| 2018                                                        | Nicolas Mahut Édouard Roger-Vasselin    | Ken Skupski Neal Skupski              | 6–1, 7–5          |
| 2017                                                        | Julien Benneteau Édouard Roger-Vasselin | Wesley Koolhof Artem Sitak            | 7–5, 6–3          |
| 2016                                                        | Julio Peralta Horacio Zeballos          | Mate Pavić Michael Venus              | 6–3, 7–64         |
| 2015                                                        | Łukasz Kubot Édouard Roger-Vasselin     | Pierre-Hugues Herbert Nicolas Mahut   | 2–6, 6–3, [10–7]  |
| 2014                                                        | Mariusz Fyrstenberg Marcin Matkowski    | Marin Draganja Henri Kontinen         | 36–7, 6–3, [10–8] |
| 2013                                                        | Johan Brunström Raven Klaasen           | Nicolas Mahut Jo-Wilfried Tsonga      | 6–4, 7–65         |
| 2012                                                        | Nicolas Mahut Édouard Roger-Vasselin    | Johan Brunström Frederik Nielsen      | 7–63, 6–4         |
| 2011                                                        | Jamie Murray André Sá                   | Lukáš Dlouhý Marcelo Melo             | 6–4, 7–67         |
| 2010                                                        | Dustin Brown Rogier Wassen              | Marcelo Melo Bruno Soares             | 6–3, 6–3          |
| 2009                                                        | Colin Fleming Ken Skupski               | Arnaud Clément Michaël Llodra         | 2–6, 6–4, [10–5]  |
| 2008                                                        | Arnaud Clément Michaël Llodra           | Mariusz Fyrstenberg Marcin Matkowski  | 5–7, 6–3, [10–8]  |
| 2007                                                        | Arnaud Clément Michaël Llodra           | Mariusz Fyrstenberg Marcin Matkowski  | 6–1, 6–4          |
| 2006                                                        | Richard Gasquet Fabrice Santoro         | Julian Knowle Jürgen Melzer           | 3–6, 6–1, [11–9]  |
| 2005                                                        | Michaël Llodra Fabrice Santoro          | José Acasuso Sebastián Prieto         | 6–2, 3–6, 6–4     |
| 2004                                                        | Arnaud Clément Nicolas Mahut            | Ivan Ljubičić Uros Vico               | 6–2, 7–68         |
| 2003                                                        | Julien Benneteau Nicolas Mahut          | Michaël Llodra Fabrice Santoro        | 7–62, 6–3         |